# Alloepedanus robustus
Alloepedanus robustus is een hooiwagen uit de familie Epedanidae. De wetenschappelijke naam van Alloepedanus robustus gaat terug op Suzuki.